# Kamieniec (powiat toruński)

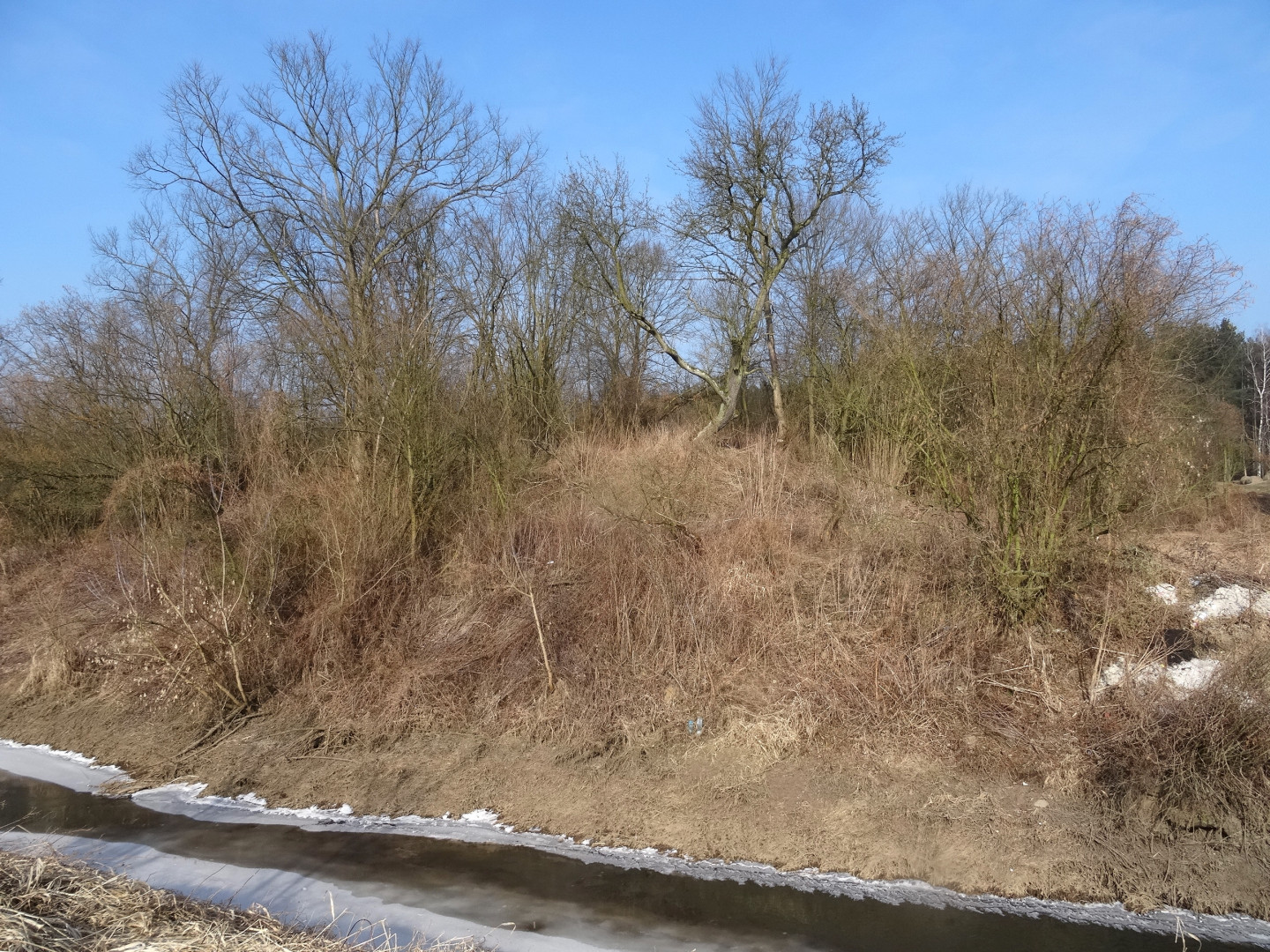
Grodzisko

Kamieniec – kolonia w Polsce położona w województwie kujawsko-pomorskim, w powiecie toruńskim, w gminie Zławieś Wielka.
W latach 1975–1998 miejscowość administracyjnie należała do województwa toruńskiego.